# Марцишор
Марцишор (рум. mărțișor) је традиционални пролећни празник који се слави сваког 1. марта широм Румуније. Тога дана обичај је да се дарује мала амајлија, марцишор или марцишорул (рум. mărțișorul) - мали предмет закачен за црвено-белу трачицу - шнур (рум. șnur). Ова амајлија се носи током целог месеца марта. Верује се да ће особа која носи ове црвено-беле украсе целе наредне године бити успешна и здрава.
Сличан обичај је присутан и у Северној Македонији, Бугарској, Молдавији, и околним земљама где живи бугарска национална мањина, мада у нешто измењеном облику. У Бугарској се овај украс назива се мартеница, а у Македонији мартинка. У Румунији ову амајлију носе само жене, док је код Македонаца и Бугара носе сви. Етнолози сматрају да овај обичај међу румунском популацијом датира још од Римљана или Дачана. Да ли су и како ова два празника у вези и даље је предмет расправе међу етнолозима.
Обичаји везани за прославу 1. марта у Румунији, Молдавији, Бугарској и Северној Македонији уврштени су 2012. године на Унескову листу нематеријалног културног наслеђа човечанства, као „културни догађаји повезани са прославом 1. марта”.

## Назив
Назив Марцишор је деминутив од румнунске речи за месец март (рум. martie).

## Порекло обичаја
Према неким археолошким истраживањима, марцишор има традицију дужу од 8.000 година. Неки етнолози верују да прослава има римско порекло, док други подржавају теорију да је то стара дачка традиција. У старом Риму почетак нове године се славио 1. марта, а сам месец је добио име у част бога Марса, који није био само бог рата већ и бог пољопривреде и поновног рађања вегетације. Ова двојност је забележена у бојама мартисора - бела значи мир, а црвена рат. Дачани су првог дана марта такође славили долазак нове године. Овом догађају посвећено је обиље пролећних прослава.

## Легенда
У румунској култури постоји легенда која прича како је Сунце сишло на земљу у лику лепе девојке, где га је заробио змај. Да би ослободио сунце, снажни јунак се борио са змајем крв се пролила по снегу. Када се Сунце поново испело на небо снег се отопио, а на местима где су биле крваве мрље појавиле су се висибабе - весници пролећа.

## Традиција
Марцишор, мали предмет окачен о црвено-белу трачицу, поклања се женама 1. марта, као весник пролећа, симбол поновног рађања природе, а у последње време и као знак поштовања и дивљења према женама.
Некада је амајлија била направљена само од две уплетене нити вуне, једне црвене и једне беле, а касније је додат и мали украс - комад накита, новчић или неки мали, ручно рађени предмет. У почетку су ти предмети били направљени од малих речних облутака обојених у бело и црвено и нанизаних на конац, који су се носили око врата да би донели срећу и лепо време.
Марцишор се носио од 1. марта до појаве првих цветова на дрвећу. Тада би се амајлије скидале и качиле о гране процветалих стабала. Данас се марцишор носи током целог месеца марта, јер се верује да доноси снагу и здравље у години која долази.

### Обичаји повезани са марцишором
Донедавно је, посебно у руралним срединама, обичај био да се црвено-беле трачице каче на капије, прозоре, рогове стоке и штале, ради заштите од злих духова, а веровало се да се на тај начин призива и регенеративна снага природе.
У источној Румунији обичај је да се о црвено-белу трачицу окачи мали, златни или сребрни новчић. Жене су овај украс носиле 12 дана, а затим су њиме куповале млади сир, који су јеле како би им кожа била здрава и лепа током целе године.

## Културолошки значај
Постоје многе варијанте ове традиције која симболизује пролеће и представља радосни догађај, посебно деци. Симбол је новог живота, зачећа, плодности и пре свега новог живота. Боје симболизују чистоћу и хармонију живота. У овим обичајима учествују сви чланови заједница у којима се практикују, без обзира на њихову старост, што доприноси социјалној кохезији, међугенерацијској размени и интеракцији са природом, негујући различитост и креативност. Обичај се данас најчешће преноси путем неформалног образовања. У руралним подручјима најчешће кроз генерације женских чланова породице, док у урбаним срединама, осим у кругу породице, такође и шегрти уче од мајстора занатлија. У новије време различите институције културе, попут етнографских музеја, организују радионице израде мартеница и друге културне пројекте у циљу очувања ове лепе традиције.